# أرشيف القطب الشمالي العالمي
يُعدّ أرشف القطب الشمالي العالمي (بالإنجليزية: Arctic World Archive)‏ (AWA) منشأة لأرشفة البيانات، تقع في أرخبيل سفالبارد على جزيرة سبيتسبيرجن في النرويج، على مقربة من قبو سفالبارد العالمي للبذور. يحتوي المحفوظ على بيانات ذات أهمية تاريخية وثقافية من عدة دول، بالإضافة إلى جميع التعليمات البرمجية مفتوحة المصدر للشركة الأمريكية متعددة الجنسيات غيت هاب (GitHub)، في قبو فولاذي مدفون بعمق، ومن المتوقع أن يدوم وسيط تخزين البيانات من 500 إلى 1000 عام. تُدار المحفوظات كشركة تجارية ربحية من قبل شركة Piql الخاصة وشركة تعدين الفحم المملوكة للدولة Store Norske Spitsbergen Kulkompani (SNSK).

## التاريخ
Piql هي شركة نرويجية لتخزين البيانات متخصصة في التخزين طويل الأجل للوسائط الرقمية. أنشأت Piql و SNSK القبو الفولاذي المدفون بعمق من منجم مهجور للفحم. عند افتتاحه كمحفوظات عالمية في القطب الشمالي في 27 مارس 2017، أودعت حكومات البرازيل والمكسيك والنرويج نسخًا من وثائق تاريخية مختلفة في القبو.

## الوصف
يقع أرخبيل سفالبارد شمال البر الرئيسي للنرويج، على بعد حوالي 970 كيلومتر (600 ميل) من القطب الشمالي، وقد أعلنت 42 دولة تجريده من السلاح، كما هو منصوص عليه في معاهدة سفالبارد الموقعة بعد الحرب العالمية الأولى. هذا يعني أنه لا يمكن استخدام الإقليم لأغراض عسكرية، وتصف الشركة الموقع بأنه "واحد من أكثر الأماكن أمانًا من الناحية الجيوسياسية في العالم". تقع منشأة المحفوظات في سبيتسبيرجن، أكبر جزيرة في سفالبارد.
المنشأة عبارة عن قبو فولاذي كبير يقع على عمق يتراوح بين 150 متر (490 قدم) و 300 متر (980 قدم) تحت الأرض أو التربة الصقيعية داخل منجم فحم مهجور (Store Norske Gruve 3) الذي يصل إلى أكثر من 300 متر (980 قدم) في جانب أحد الجبال. المنشأة مؤمنة بجدار خرساني وبوابة فولاذية. تُخزن الودائع نفسها في حاويات شحن آمنة خلف البوابة.
نظرًا لمناخ الجزيرة القطبي الشمالي والتربة الصقيعية الناتجة، حتى في حالة انقطاع التيار الكهربائي عن المنشأة، ستبقى درجة الحرارة داخل القبو أقل من درجة التجمد، وهي باردة بما يكفي للحفاظ على محتويات القبو لعقود أو أكثر، حيث يقع القبو على عمق 250 متر (820 قدم) تحت التربة الصقيعية. يقع القبو على عمق كافٍ لتجنب التلف حتى من الأسلحة النووية والنبضات الكهرومغناطيسية.

## التخزين والاستخدام المستقبلي
يتم تخزين البيانات في وضع عدم الاتصال على بكرات أفلام مصنوعة باستخدام نسخة مُحسَّنة من تقنية التصوير الفوتوغرافي العادية في الغرف المظلمة. الفيلم مصنوع من البوليستر المغطى ببلورات هاليد الفضة والمطلي بمسحوق أكسيد الحديد، وله عمر افتراضي لا يقل عن 500 عام وربما يصل إلى 2000 عام، إذا تم تخزينه في ظروف مثالية.
يمثل مستوى أمان البيانات "الطبقة الباردة" من الأرشفة. تعاني كل من الطبقات "الساخنة" (المستودعات المتاحة عبر الإنترنت) و "الدافئة" (مثل أرشيف الإنترنت) من نقطة ضعف تتمثل في كونها تعتمد على الإلكترونيات - والتي يمكن أن تُمسحا في حال تكرار للعاصفة المغنطيسية الأرضية التي حدثت في القرن التاسع عشر والمعروفة باسم "حدث كارينجتون".[بحاجة لمصدر]
وإدراكًا لحقيقة أن الأشخاص في المستقبل البعيد قد لا يفهمون ما يرونه في القبو، فقد تم وضع نوع من "حجر رشيد" للمساعدة في فك تشفير البيانات، في شكل دليل لتفسير الأرشيف. جميع الأدلة قابلة للقراءة بالعين، بعد التكبير، ومكتوبة باللغات الإنجليزية والعربية والإسبانية والصينية والهندية.

## العملية
يمكن للعملاء الذين يدفعون مقابل تخزين البيانات إرسال بياناتهم رقميًا أو فعليًا. يمكن استرداد البيانات في أي وقت من القبو، لكنها ليست عملية سريعة، لأن البيانات غير متصلة بالإنترنت. إذا تم طلب البيانات، فيجب استرجاع بكرة الفيلم ذات الصلة يدويًا، ثم تحميلها عبر اتصال ألياف بصرية إلى البر الرئيسي، إلى مقر Piql في درامن؛ أسرع وقت استرجاع ممكن هو 20-30 دقيقة، ولكنه قد يستغرق ما يصل إلى 24 ساعة مع اشتراك نشط وما يصل إلى 72 ساعة بدون اشتراك نشط.

## المحتويات
يخزن الأرشيف مجموعة واسعة من البيانات التاريخية والثقافية. تقوم الحكومات والباحثون والمؤسسات الدينية وشركات الإعلام وغيرها بتخزين بعض من أهم سجلاتها في القبو؛ أرشفت البرازيل والنرويج دساتيرها ووثائق تاريخية مهمة أخرى.
يحتوي الأرشيف على معلومات حول التنوع البيولوجي في أستراليا، وأمثلة على الأعمال الأسترالية ذات الأهمية الثقافية. يشمل أطلس أستراليا الحي، ونماذج التعلم الآلي التي أنشأتها هيئة علوم الأرض الأسترالية، والتي تساعد في فهم موضوعات مثل حرائق الغابات وتغير المناخ.
يحتوي الأرشيف على نسخة رقمية من لوحة "الصرخة" لإدوارد مونك للمتحف الوطني في النرويج، ونسخة رقمية من تحفة دانتي للأدب الإيطالي، "الكوميديا الإلهية" لمكتبة الفاتيكان.
في مارس 2018، أودع برنامج العلوم التلفزيوني الألماني "جاليليو" برنامجه الأول، وأنتج فيلمًا وثائقيًا عنه لقناة ProSieben.
في أكتوبر 2020، تم إيداع أول وديعة من حائز على جائزة نوبل في الأرشيف: تم وضع 14 كتابًا للفائزة بجائزة نوبل في الأدب لعام 2018، أولغا توكارتشوك، على PiqlFilm، بتنفيذ من Piql Polska وتمويل من دار النشر Wydawnictwo Literackie.

## برنامج أرشيف GitHub
في نوفمبر 2019، أعلنت GitHub (التي استحوذت عليها Microsoft في عام 2018) أنه سيتم أرشفة جميع التعليمات البرمجية مفتوحة المصدر العامة الخاصة بها في قبو للتعليمات البرمجية في محفوظات العالم المتجمد الشمالي، كجزء من برنامج أرشيف GitHub.
في يوليو 2020، تم تخزين أرشيف الموقع لشهر فبراير بحجم 21 تيرابايت في AWA. يتم تخزين البيانات على 186 بكرة فيلم يبلغ طولها كيلومترًا واحدًا (0.62 ميل)، مغطاة بتعليمات برمجية مخزنة كرمز شريطي مصفوفي (ثنائي الأبعاد) (Boxing barcode)، والتي تخزن البيانات بكثافة عالية جدًا (تحمل كل من 200 قرص من البيانات 120 جيجابايت). تم وصف كمية التعليمات البرمجية المخزنة على النحو التالي: "إذا جلس شخص يكتب حوالي 60 كلمة في الدقيقة وحاول ملء كل هذه المساحة، فسيستغرق ذلك 111300 عام". تحمل البكرة الأولى تعليمات برمجية لنظامي التشغيل Linux و Android، بالإضافة إلى 6000 تطبيق رئيسي آخر مفتوح المصدر.
بالإضافة إلى الدليل العام للقبو، يوضح "شجرة التقنية" تفاصيل تطوير البرمجيات ولغات البرمجة ومعلومات أخرى حول برمجة الكمبيوتر. يُكتب الدليل وشجرة التقنية في عملية تعاونية كمستودع Git عام.